# Parapauroplus monodentus
Parapauroplus monodentus är en mångfotingart som beskrevs av Zhang 1993. Parapauroplus monodentus ingår i släktet Parapauroplus och familjen Doratodesmidae. Inga underarter finns listade i Catalogue of Life.